# Ladurée
Ladurée est une entreprise française spécialisée dans la pâtisserie fondée à Paris en 1862.
Elle fabrique ses pâtisseries, glaces et viennoiseries à Morangis, près de Rungis, et ses macarons dans une usine en Suisse. 
La marque réalise environ 70 % de son activité en France. Ladurée est une filiale de Lov Group, détenu par l'homme d'affaires Stéphane Courbit.

## Historique

### 1862-1930

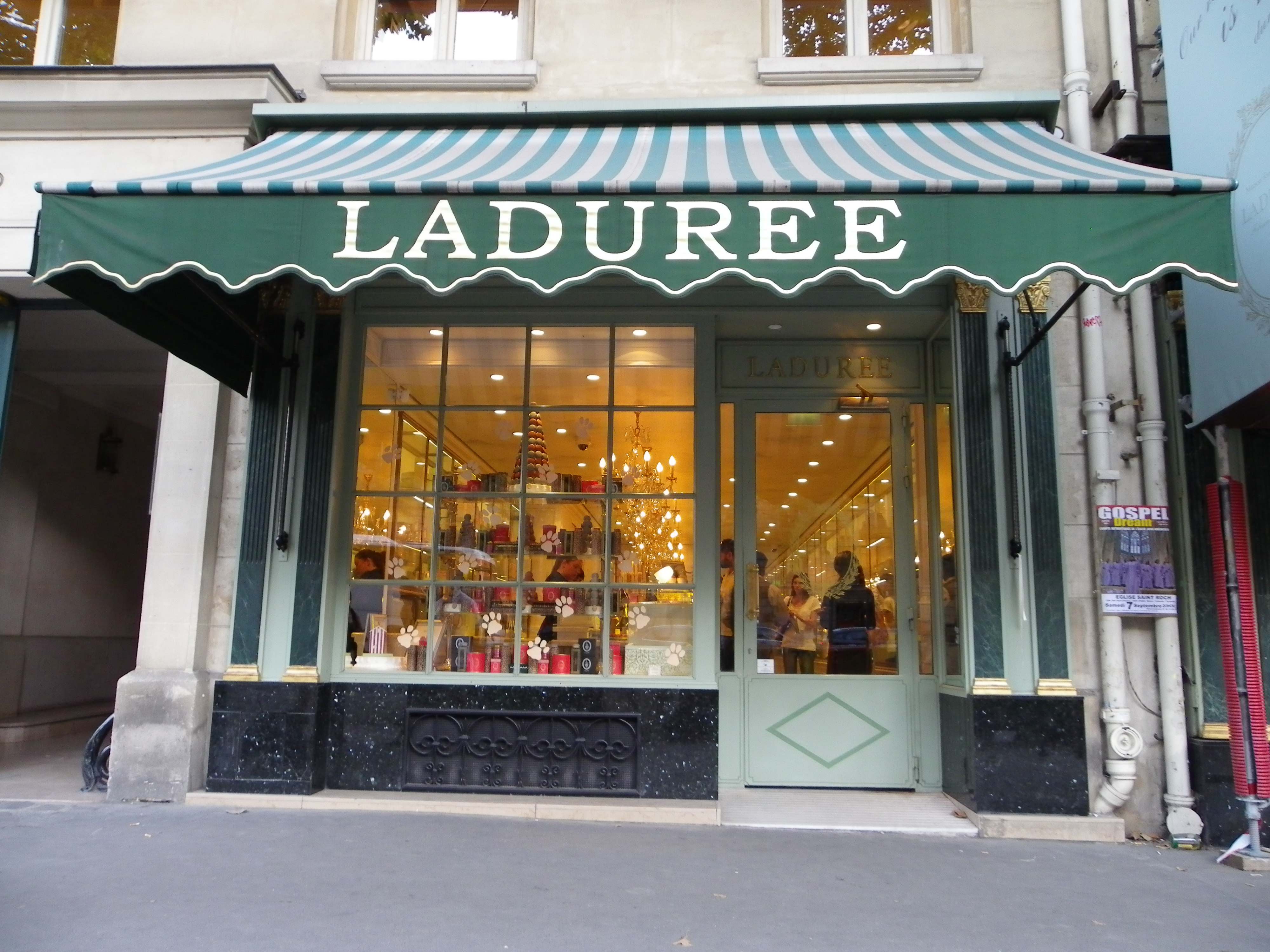
Boutique Ladurée au 16 rue Royale à Paris

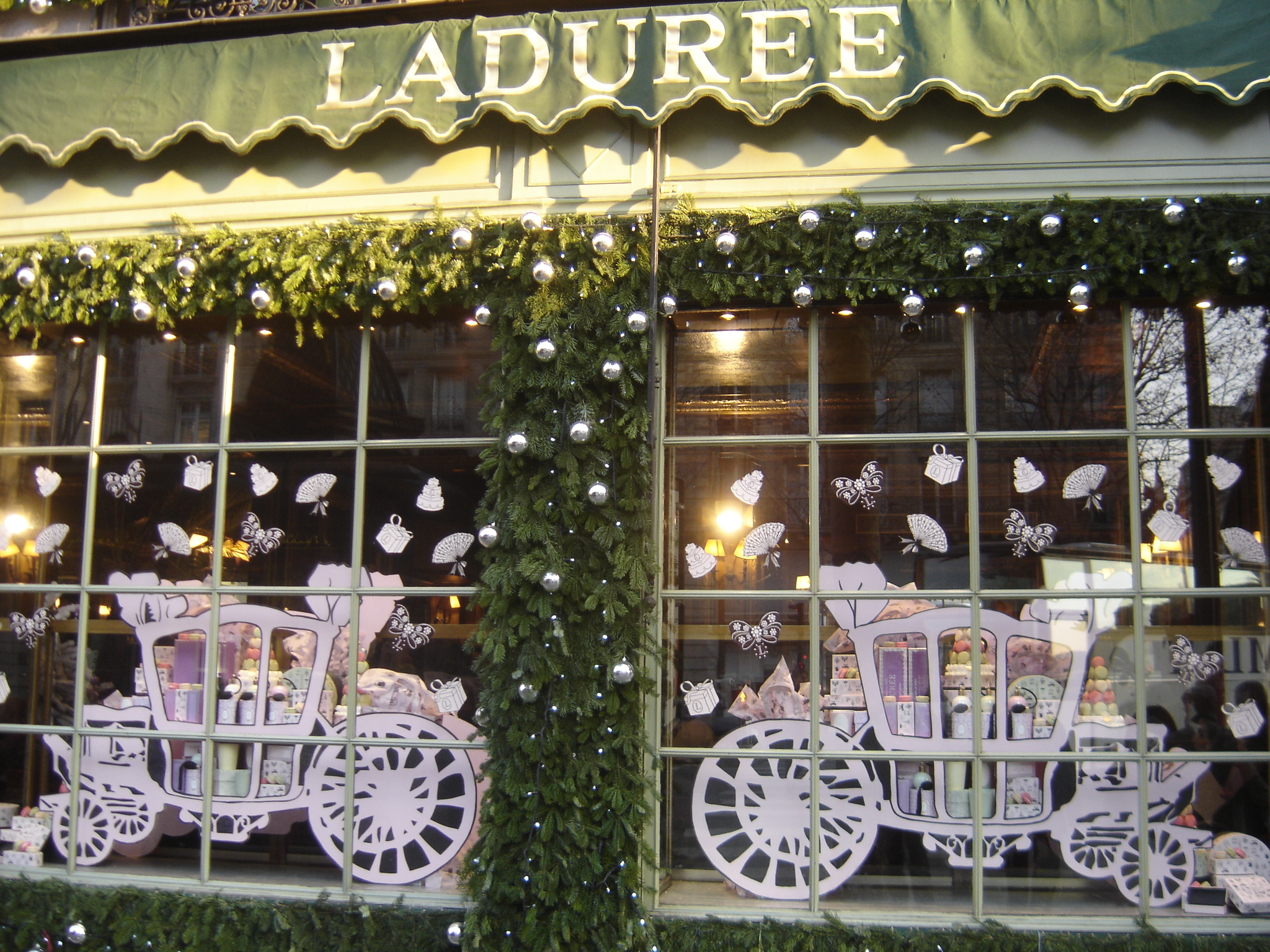
Boutique Ladurée située rue Royale à Paris

En 1862, Louis Ernest Ladurée, né à Paris le 21 février 1836, minotier de son état, crée une boulangerie au 16 rue Royale. La Madeleine est alors un quartier d'affaires où sont installés des commerces du luxe français.
En 1871, à la suite d'un incendie, la boulangerie est reconstruite et transformée en pâtisserie. Jules Chéret est chargé de la décoration de cette nouvelle pâtisserie. Il peint sur les plafonds de petits anges joufflus, notamment celui que l'on désigne comme l'« ange pâtissier », motif que reprennent ensuite les éléments graphiques de l'entreprise[réf. souhaitée].
Sous le Second Empire, Paris a connu un fort développement des cafés. L'épouse d'Ernest Ladurée, fils de Louis Ernest, Jeanne Souchard, fille d'un hôtelier de Rouen, mélange le café parisien et la pâtisserie. En 1930 a lieu l'ouverture d'un salon au premier étage du 16 rue Royale à Paris. Après la mort d'Ernest Ladurée en 1933, sa fille Isabelle assurera la direction de la pâtisserie. À la Libération de Paris en 1944, Pierre Desfontaines, le petit cousin d'Ernest Ladurée, reprend l'établissement qui périclite faute de matières premières[réf. souhaitée]. Il relance l'affaire[réf. souhaitée] et crée le macaron parisien en 1960 avec l'aide de son chef pâtissier Marcel Thébert[réf. souhaitée]. Ils ont l'idée d'incorporer du cacao à la meringue italienne (coque), d'ajouter une ganache chocolat entre les deux coques puis de décliner le macaron au café et à la framboise[réf. souhaitée]. Dans les années 1960-65 ont lieu l'ouverture d'un salon de thé au premier étage et la création d'une carte Lunch pour le déjeuner[réf. souhaitée]. En 1974, Jean-Marie Desfontaines, fils de Pierre, reprend la direction de l'établissement[réf. souhaitée].

### 1993: Le groupe Holder
En 1993, David Holder et son père, Francis, fondateur du groupe Holder, achètent et agrandissent l'entreprise qui réalise alors 15,7 millions de francs de chiffre d'affaires et emploie 45 personnes. Trois ans plus tard, l'entreprise réalise 24 millions de francs de chiffre d'affaires et emploie 140 personnes. Pierre Hermé devient le chef-pâtissier de Ladurée.
En 1997, deux boutiques ouvrent à Paris, l'une dans l'avenue des Champs-Élysées décorée par Jacques Garcia, l'autre dans la rue Bonaparte décorée par Roxane Rodriguez. Une boutique ouvre en 2006 à Londres chez Harrods, également décorée par Roxane Rodriguez. Pierre Hermé quitte le groupe l'année suivante, il est remplacé par Philippe Andrieu. L'entreprise réalise alors 90 millions de francs de chiffre d'affaires et emploie 254 personnes.

### Années 2000
À partir des années 2000, la marque investit dans la diversification des produits.
En 2005, le siège social de la filiale Ladurée international SA est transféré du Luxembourg (implanté en 2003) à Genève en Suisse.
En 2007, Ladurée conclut un accord commercial avec Sephora pour lancer une ligne éphémère de cosmétiques.
En 2009, Ladurée  collabore avec le créateur Christian Louboutin et Marni.
En 2010, John Galliano crée en exclusivité un macaron inspiré par son parfum Parlez-moi d'Amour aux notes de rose et de gingembre.
En 2011, l'entreprise ouvre son site de production et de recherche à Enney dans le canton de Fribourg en Suisse et y transfère le siège social de Ladurée international SA. La société y obtient une exonération fiscale d'une durée de dix ans.
En 2012, Ladurée conclut un accord avec le groupe japonais de cosmétique Albion pour commercialiser sa première collection de maquillage à son nom. L'année suivante, Ladurée ouvre la chocolaterie Les Marquis de Ladurée dans le premier arrondissement de Paris. Les macarons représentent encore plus de 50 % des ventes.
En 2014, la marque Sonny Angel et Ladurée concluent un accord pour commercialiser une collection de figurines ainsi qu'un coffret de macarons. Deux ans après, ils réitèrent leur collaboration en créant des figurines au thème de Noël[réf. souhaitée]. Ladurée collabore aussi avec Nina Ricci cette année-là pour la création d'un macaron.
En 2014, Ladurée collabore avec Pharell William pour la création d’un coffret spécial.
En décembre 2015, Claire Heitzler devient directrice de la création de Ladurée.
En 2016, La Redoute conclut un accord pour commercialiser avec Ladurée une collection de vêtements pour bébés[réf. souhaitée].
En 2017, l'entreprise est poursuivie en justice par une ancienne décoratrice.
En 2019,  Ladurée est condamnée à mentionner le nom de Roxane Rodriguez sur les photographies concernées de son site internet et à lui verser la somme de 10 000 euros (réévaluée à 12 000 euros en 2021 par la cour d'Appel de Douai) au titre de la réparation de son droit moral d'auteur.
En 2020, la production des macarons vendus dans les magasins parisiens Ladurée est transférée à Enney dans le canton de Fribourg en Suisse, déjà site de production de tous les macarons destinés au monde entier. L'atelier de Morangis dans l'Essonne continue de produire des glaces, des viennoiseries ou encore des entremets.
En mars 2021, Ladurée vend 100% de ses parts au group LOV détenu par Stéphane Courbit.
En avril 2021, Julien Alvarez, l'ancien chef du Bristol Paris devient le chef exécutif international de la maison Ladurée.
Fin 2021, Mélanie Carron rejoint également l'aventure en tant que CEO. Nommée directrice générale de Maison Ladurée.
En 2022, Ladurée collabore avec la faïencerie de Gien à l'occasion des 160 ans de la maison Ladurée.

## Informations économiques
En 2010, le chiffre d'affaires a triplé lors des trois dernières années pour atteindre 76 millions d'euros.

### Localisations
Ladurée dispose de plusieurs sites de production, l'un en France, le principal en Suisse.
En 2010, l'entreprise acquiert un terrain de 2,05 ha à Enney, sur le territoire de la commune de Bas-Intyamon dans le canton de Fribourg en Suisse et y investit 20 millions de francs suisses afin d'y ouvrir à la fin de l'année 2011 le site de production et de recherche « La Manufacture suisse de macarons ». Le laboratoire fabrique les macarons commercialisés en dehors de l'Europe, et depuis 2020 ceux destinés aux six boutiques parisiennes.
Les pâtisseries pour les boutiques en région parisienne, les viennoiseries, glaces et confiseries sont produites dans le laboratoire d’une superficie de 2 000 m² à Morangis, dans l’Essonne. Les pâtisseries fraîches sont produites chaque jour dans des laboratoires locaux.
Le siège social de la filiale Ladurée international SA est situé au Luxembourg de 2003 à 2005 puis transféré en Suisse, à Genève, de 2005 à 2011 puis à Bas-Intyamon à partir de la fin 2011. La société mère du groupe, Pâtisserie E. Ladurée, est quant à elle immatriculée en France depuis 1957 et emploie aujourd’hui en France plus de 700 salariés.

### Les points de vente
En 2022, l’entreprise compte plus de 100 points de vente dans plus de 15 pays. Outre la France, l’entreprise dispose de boutiques et restaurants en Europe, en Asie et en Amérique; dont la plupart sont développés avec des franchisées.

## Les macarons

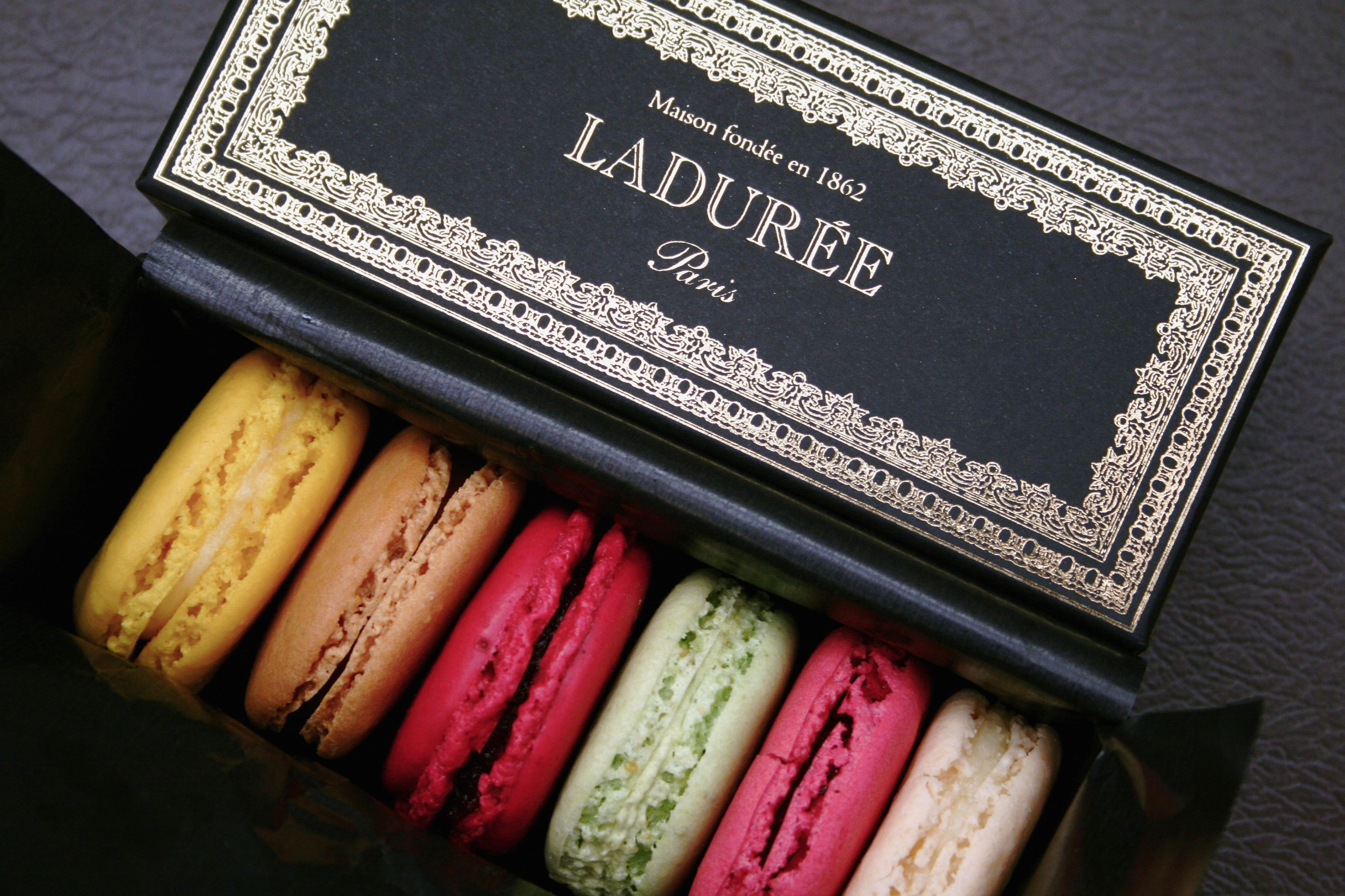
Macarons de marque Ladurée dans leur emballage.

Usuellement, le macaron est un petit biscuit de ménage à base d'amandes. Les produits fabriqués par l'entreprise Ladurée proviennent d'une recette de Pierre Desfontaines, petit cousin de Louis Ernest Ladurée, au début du XXe siècle. Ces macarons fabriqués sont ensuite congelés avant d'être livrés dans les points de vente.

## Culture

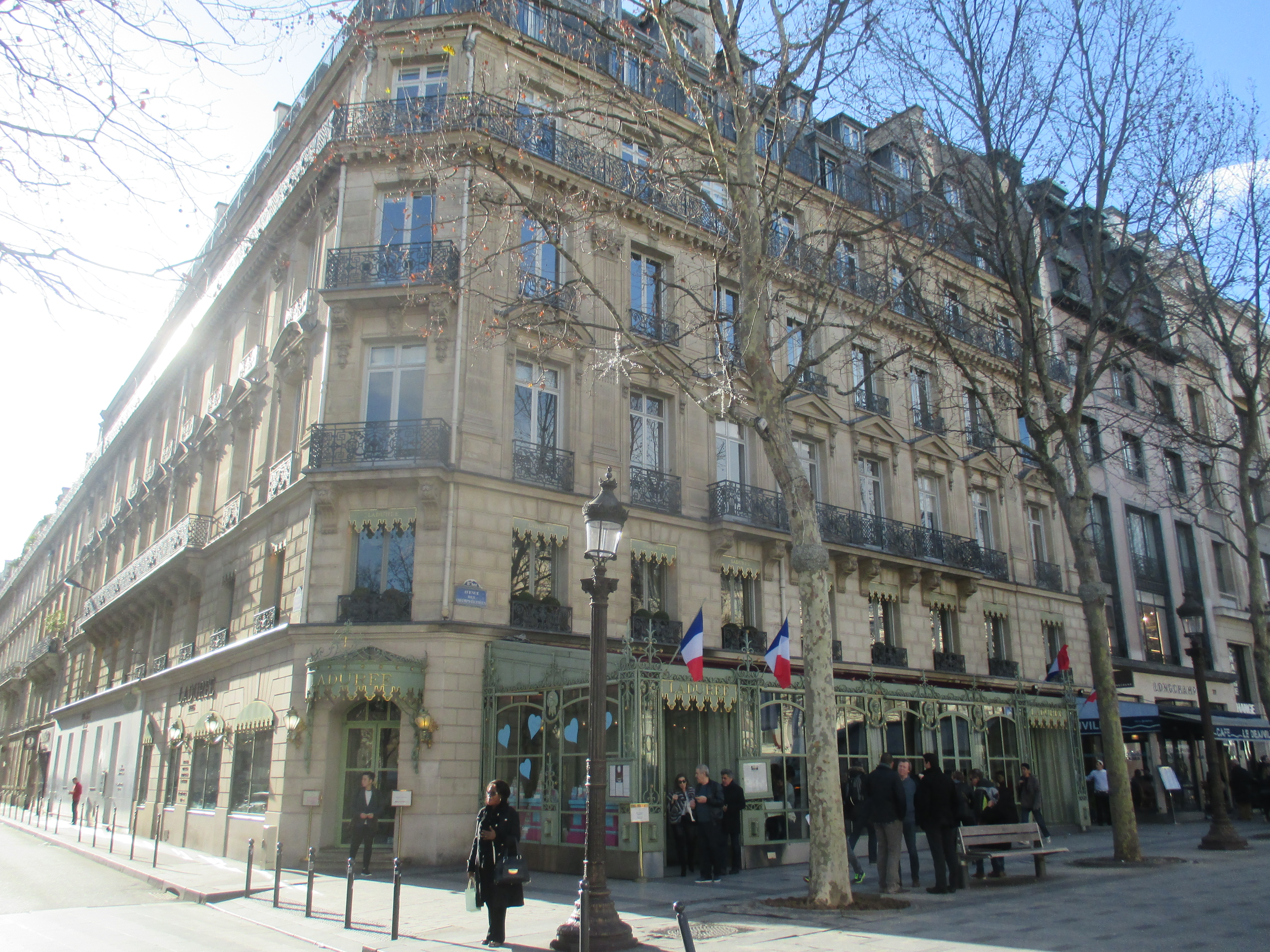
La boutique de l'avenue des Champs-Élysées.

En 2006, Ladurée collabore sur le film Marie-Antoinette de Sofia Coppola,.
En 2009, Helmut Fritz mentionne les macarons Ladurée dans son tube Ça m'énerve : « Ça m'énerve tous ces gens qui font la queue chez Ladurée, tout ça pour des macarons, mais bon... il paraît qu'ils sont bons », tout en jetant négligemment un de ces macarons dans la baignoire dans laquelle il prend un bain habillé. En effet, ces macarons sont produits industriellement et congelés .
En 2010 John Galliano a commercialisé son macaron, inspiré par son parfum Parlez-moi d'Amour aux notes de rose et de gingembre.
En 2016, l'entreprise conçoit un macaron spécial pour la sortie du film Miss Peregrine et les enfants particuliers de Tim Burton.